# Paul Gunnar Olsson
Paul Gunnar Olsson (Ekshärad, 11 settembre 1935) è un geografo svedese, professore emerito dell'università di Uppsala - Dipartimento di Geografia Economica e Sociale.
È conosciuto in Italia per il suo testo Birds in Egg/Eggs in Bird del 1980 edito, nella versione italiana da Theoria nel 1987 col titolo Uccelli nell'uovo/Uova nell'uccello.
L'opera è un concentrato di concetti illuminanti che spaziano dalla geografia alla linguistica.
| Controllo di autorità | VIAF (EN) 7454162 · ISNI (EN) 0000 0004 3521 2361 · LCCN (EN) n80098043 · GND (DE) 172294703 · J9U (EN, HE) 987007310973505171 |